# Baloldali Demokratikus Párt
A Baloldali Demokratikus Párt (olaszul: Partito Democratico della Sinistra, rövidítése: PDS) egy olaszországi baloldali politikai párt volt, amely 1991 és 1998 között létezett.
A párt a Kommunista Újraalapítás Pártja (olaszul: Partito della Rifondazione Comunista) mellett az Olasz Kommunista Párt egyik utódpártjaként jött létre 1991. február 3-án, amikor a kommunisták a Riminiben tartott XX. Kongresszuson döntöttek a párt megszüntetéséről.
A párt szimbóluma egy tölgyfa (olaszul: Quercia) volt, a pártot sokan erről ismerték fel. A tölgyfában látható az Olasz Kommunista Párt emblémája, ezzel a párt a történelmi folytonosságot vállalja.
A párt első titkára Achille Occhetto volt, őt követte Massimo D’Alema, aki 19982000 között Olaszország kormányfője volt.
A párt 1998-ban a Baloldal Demokratái pártba csatlakozik, amivel a PDS megszűnik.

## Története

### Megalakulása
A párt 1991-ben alakult meg, első főtitkára Achille Occhetto volt, a párt megalakulása 1989-ig nyúlik vissza. Occhetto ekkor az Olasz Kommunista Párt reformszárnyához tartozott. A politikai élet előterébe a berlini fal leomlása után került. 1989. november 12-én Bolognában a helyi partizánok győzelmének 45. évfordulóján tartott beszédet, amiben közölte, hogy a kommunistáknak változtatniuk kell eddigi politikájukon, kilátásba helyezte a párt új nevét, amit Bolognai fordulatnak neveznek. 1991-ben a kommunisták Riminiben tartott kongresszusán bejelentették megszűnésüket. Utódjaik a Baloldali Demokratikus Párt és a Kommunista Újjászerveződés Pártja lettek.

### 1992–1994
A párt az 1992-es parlamenti választásokon 16,1%-ot ért el, ami 10%-os csökkenés volt a kommunisták legutóbbi eredményéhez képest, így is megelőzték ezzel a Bettino Craxi vezette szocialistákat.
A párt támogatta 1993-ban a választási törvényről szóló népszavazást, amit Sergio Mattarella terjesztett be. Az új választási törvény életbe lépése után voltak az ez évi helyhatósági választások. A párt a második helyet érte el országosan és így a baloldal meghatározó pártjává vált. A párt volt a kezdeményezője az 1994-es parlamenti választásokra megalakuló baloldali Progressisti (Progresszívak) koalíciónak. A választásokon a koalíció második helyet éri el.

### 1995: Massimo D’Alema főtitkársága, az Olajfa létrejötte
A választási vereség után lemondott Occhetto, utána összehívták a párt Országos Tanácsát, hogy új főtitkárt válasszanak. Két esélyes jelölt volt: Massimo D’Alema, aki a hatvanas években az Olasz Kommunista Ifjúsági Szervezet főtitkára volt, 1987 óta pedig a PCI altitkára volt. A másik jelölt Walter Veltroni volt, aki a nyolcvanas években az Olasz Kommunista Párt propagandájáért felelt. Az Országos Tanács D’Alemát választotta meg.
1995-ben a párt az egyik főkezdeményezője volt az Olajfa (Ulivo) baloldali pártszövetségnek. Amivel először összejött egy volt kommunistákból és kereszténydemokratákból álló szövetség.

### 1996–1998: A kormánykoalíció tagjaként
1996-os választásokon az Olajfa koalíció győzött, ezzel a párt is a kormány tagja lett. A kormány miniszterelnöke Romano Prodi lett, miniszterelnök-helyettese Walter Veltroni lett. A kormány legfőbb célja az euró bevezetésének az előkészítése volt, ezért számos olyan intézkedést kellett hozni, ami a koalíción belül feszültséget keltette. D’Alema többször megvádolta a kormányt, hogy „nem felelnek meg a baloldali elvárásoknak”. 1997-ben D’Alema a CGIL nevű baloldali szakszervezeti szövetség felvonulásán a kormány munkáját sikertelennek nevezte.

### A Baloldali Demokraták megszületése
A PDS 1997-es kongresszusán döntöttek arról, hogy csatlakoznak egy nagyobb baloldali pártszövetséghez. Így jött létre 1998-ban a Baloldali Demokraták pártja, aminek reformpárti, kereszténydemokrata és kommunista gyökerei voltak.

## Főtitkárok
- Achille Occhetto (1991–1994)
- Massimo D’Alema (1994–1998)

## Elnökök
- Stefano Rodotà (1991–1992)
- Giglia Tedesco Tatò (1993–1998)

## Választási eredmények

### Parlamenti választások
| Választások | Szavazatok | %     | Képviselőházi mandátumok | Szenátusi mandátumok | Kormányzat  | Listavezető      |
| ----------- | ---------- | ----- | ------------------------ | -------------------- | ----------- | ---------------- |
| 1992        | 6.321.084  | 16,11 | 107 / 630                | 64 / 315             | Ellenzék    | Achille Occhetto |
| 1994        | 7.881.646  | 20,36 | 109 / 630                | 76 / 315             | Ellenzék    | Achille Occhetto |
| 1996        | 7.894.118  | 21,11 | 172 / 630                | 102 / 315            | Kormánypárt | Massimo D'Alema  |